# Granat-4
Le Granat-4, est un drone de reconnaissance tactique russe.

## Description
Son véhicule porteur est le KamAZ-4350. Il est utilisé pour la reconnaissance électronique/SIGINT et comme piquet radio/relai aérien. Son rayon d'action est de 70 km. Il peut voler durant 6h à 140 km/h.

## Histoire opérationnelle
Un exemplaire a été saisi en Ukraine en Novembre 2022 par les Forces de Defense Territoriale Ukrainienne dans la region de Kharkiv.

## Opérateur militaire
- Russie

## Galerie d'images

Lancement avec rampe à catapulte
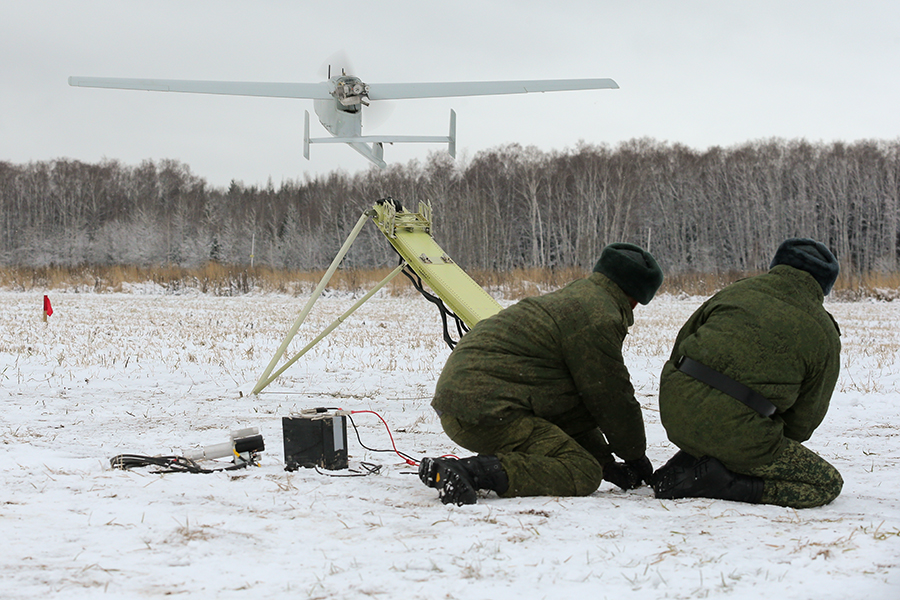
Drone lancé
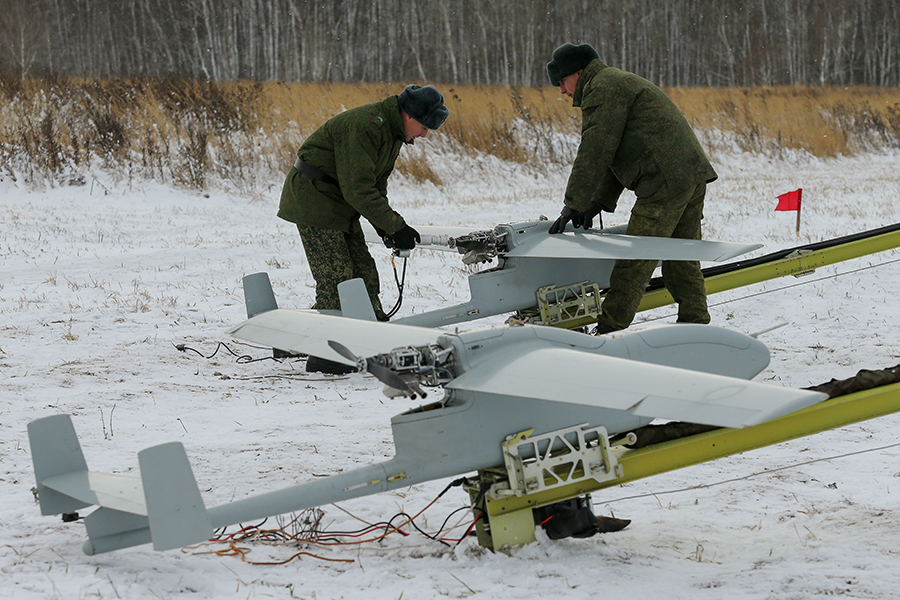